# Samurai Flamenco
Samurai Flamenco (サムライフラメンコ, Samurai Furamenko) est une série d'animation japonaise produite par le studio Manglobe, diffusée du 10 octobre 2013 au 27 mars 2014 au Japon sur Fuji TV et en simulcast dans les pays francophones sur Wakanim. Une adaptation en manga par Seiko Takagi est publiée depuis octobre 2013 dans le magazine Monthly GFantasy publié par Square Enix.

## Synopsis
Masayoshi Hazama est un jeune homme des plus ordinaires. Celui-ci décide de devenir un super-héros répondant au nom de Samurai Flamenco. Par hasard, l'officier de police Hidenori Gotō découvre un jour son identité. Cette rencontre fortuite créera bien des soucis à ce dernier.

## Personnages
Masayoshi Hazama (羽佐間 正義, Hazama Masayoshi) / Samurai Flamenco
Voix japonaise : Toshiki Masuda, voix française : Michaël Maïnö

Hidenori Gotō (後藤 英徳, Gotō Hidenori)
Voix japonaise : Tomokazu Sugita, voix française : Marc Wilhelm

Maya Mari (真野 まり, Maya Mari)
Voix japonaise : Haruka Tomatsu, voix française Karl-Line Heller

Mizuki Misawa (三澤 瑞希, Misawa Mizuki)
Voix japonaise : M.A.O, voix française : Justine Hostekint

Moe Morita (森田 萌, Morita Moe)
Voix japonaise : Erii Yamazaki, voix française : Angélique Heller

Anji Kuroki (黒木 闇児, Kuroki Anji) / Flamen Black
Voix japonaise : KENN

Sakura Momoi (桃井 桜, Momoi Sakura) / Flamen Pink
Voix japonaise : Yukari Tamura, voix française : Gabrielle Jeru

Sōichi Aoshima (青島 蒼一, Aoshima Sōichi) / Flamen Blue
Voix japonaise : Shoutarou Morikubo, voix française : Sébastien Mortamet

Hekiru Midorikawa (緑川 碧, Midorikawa Hekiru) / Flamen Green
Voix française : Toshiyuki Toyonaga, voix française : Damien Laquet

Jōji Kaname (要 丈治, Kaname Jōji)
Voix japonaise : Juurouta Kosugi, voix française : Laurent Pasquier

King Torture (キング・トーチャー)
Sumi Ishihara (石原 澄, Ishihara Sumi)
Voix japonaise : Chie Nakamura, voix française : Dany Benedito

Akira Konno (石原 澄, Konno Akira)
Voix japonaise : Satoshi Mikami, voix française : Pascal Gimenez
Jun Harazuka (原塚 淳, Harazuka Jun)
Voix japonaise : Tooru Ookawa, voix française : Jean-Marc Galéra

## Anime
La production de Samurai Flamenco est annoncée en juillet 2013. L'anime est produit au sein du studio Manglobe avec une réalisation de Takahiro Ōmori, un scénario de Hideyuki Kurata et des compositions de Kenji Tamai. Elle est diffusée du 10 octobre 2013 au 27 mars 2014 sur Fuji TV dans la case horaire noitaminA. Dans les pays francophones, la série est diffusée en simulcast sur Wakanim.

### Liste des épisodes
| No | Titre français                              | Titre japonais                         | Titre japonais                     | Date de 1re diffusion |
| No | Titre français                              | Kanji                                  | Rōmaji                             | Date de 1re diffusion |
| -- | ------------------------------------------- | -------------------------------------- | ---------------------------------- | --------------------- |
| 01 | Les débuts de Samurai Flamenco              | サムライフラメンコ、デビュー!          | Samurai Furamenko, debyū!          | 10 octobre 2013       |
| 02 | Je n'ai pas de parapluie                    | 傘がない                               | Kasa ga nai                        | 17 octobre 2013       |
| 03 | Flamenco vs Faux Flamenco                   | フラメンコVSニセフラメンコ             | Furamenko vs. Nisefuramenko        | 24 octobre 2013       |
| 04 | Idol Devastation                            | アイドル蹂躙                           | Aidoru jūrin                       | 31 octobre 2013       |
| 05 | Qu'est-ce que la Justice ?                  | 正義とは                               | Seigi to wa                        | 7 novembre 2013       |
| 06 | Attrapez Flamenco !                         | サムメンコを捕まえろ！                 | Samumenko o tsukamaero!            | 14 novembre 2013      |
| 07 | Changer le monde                            | チェンジ・ザ・ワールド                 | Chenji za wārudo                   | 21 novembre 2013      |
| 08 | Attaque violente ! L'armée du Mal           | 猛攻！悪の軍団                         | Mōkō! Aku no gundan                | 28 novembre 2013      |
| 09 | Merci                                       | 抗えぬノルマ                           | Aragaenu noruma                    | 4 décembre 2013       |
| 10 | Cela pourra-t-il rester notre petit secret? | 決戦!敵の基地                          | Kessen! Teki no kichi              | 11 décembre 2013      |
| 11 | From Beyond                                 | フロム・ビヨンド                       | Furomu biyondo                     | 18 décembre 2014      |
| 12 | Documentaire ! Voilà les Flamengers !       | ドキュメント！これがフラメンジャーだ!! | Dokyumento! Kore ga furamenjā da!! | 8 janvier 2014        |
| 13 | La nuit avant le combat décisif             | 決戦前夜                               | Kessen zen'ya                      | 15 janvier 2014       |
| 14 | L'anéantissement du Japon                   | ニッポン壊滅                           | Nippon kaimetsu                    | 23 janvier 2014       |
| 15 | Imitation/Justice                           | イミテーション・ジャスティス           | Imitēshon jasutisu                 | 30 janvier 2014       |
| 16 | Héros vagabond                              | さすらいのヒーロー                     | Sasurai no hīrō                    | 6 février 2014        |
| 17 | Le Premier ministre le plus puissant        | 最強総理                               | Saikyō sōri                        | 13 février 2014       |
| 18 | Flamenco dans l'espace                      | 宇宙でフラメンコ                       | Uchū de furamenko                  | 27 février 2014       |
| 19 | Une vie calme                               | 静かな生活                             | Shizuka na seikatsu                | 6 mars 2014           |
| 20 | Un jeune homme que j'ai déjà vu             | いつか見た少年                         | Itsuka mita shōnen                 | 13 mars 2014          |
| 21 | Apprends-moi l'amour                        | 愛をおしえて                           | Ai o oshiete                       | 20 mars 2014          |
| 22 | Samuraï Flamenco naked                      | サムライフラメンコ・ネイキッド!!       | Samurai furemenko, neikiddo!       | 27 mars 2014          |

### Génériques
| Générique | Épisodes | Début                           | Début   | Fin       | Fin                  |
| Générique | Épisodes | Titre                           | Artiste | Titre     | Artiste              |
| --------- | -------- | ------------------------------- | ------- | --------- | -------------------- |
| 1         | 1 – 11   | JUST ONE LIFE                   | SPYAIR  | Date TIME | Mineral Miracle Muse |
| 2         | 12 – 22  | Ai Ai Ai ni Utarete Bye Bye Bye | FLOW    | Flight 23 | Mineral Miracle Muse |

## Manga
Une adaptation en manga intitulée Samurai Flamenco - Another Days par Seiko Takagi est publiée depuis octobre 2013 dans le magazine Monthly GFantasy publié par Square Enix. Le premier volume relié est publié le 27 mars 2014 et deux tomes sont commercialisés au 27 septembre 2014.